# Portland Timbers
Portland Timbers je americký profesionální fotbalový tým, který vznikl v roce 2009. Klub sídlí v Portlandu v americkém Oregonu. Klub soutěží v lize nazvané Major League Soccer (MLS), konkrétně v její západní části. Domovským stadionem je Providence Park.

## Odkazy

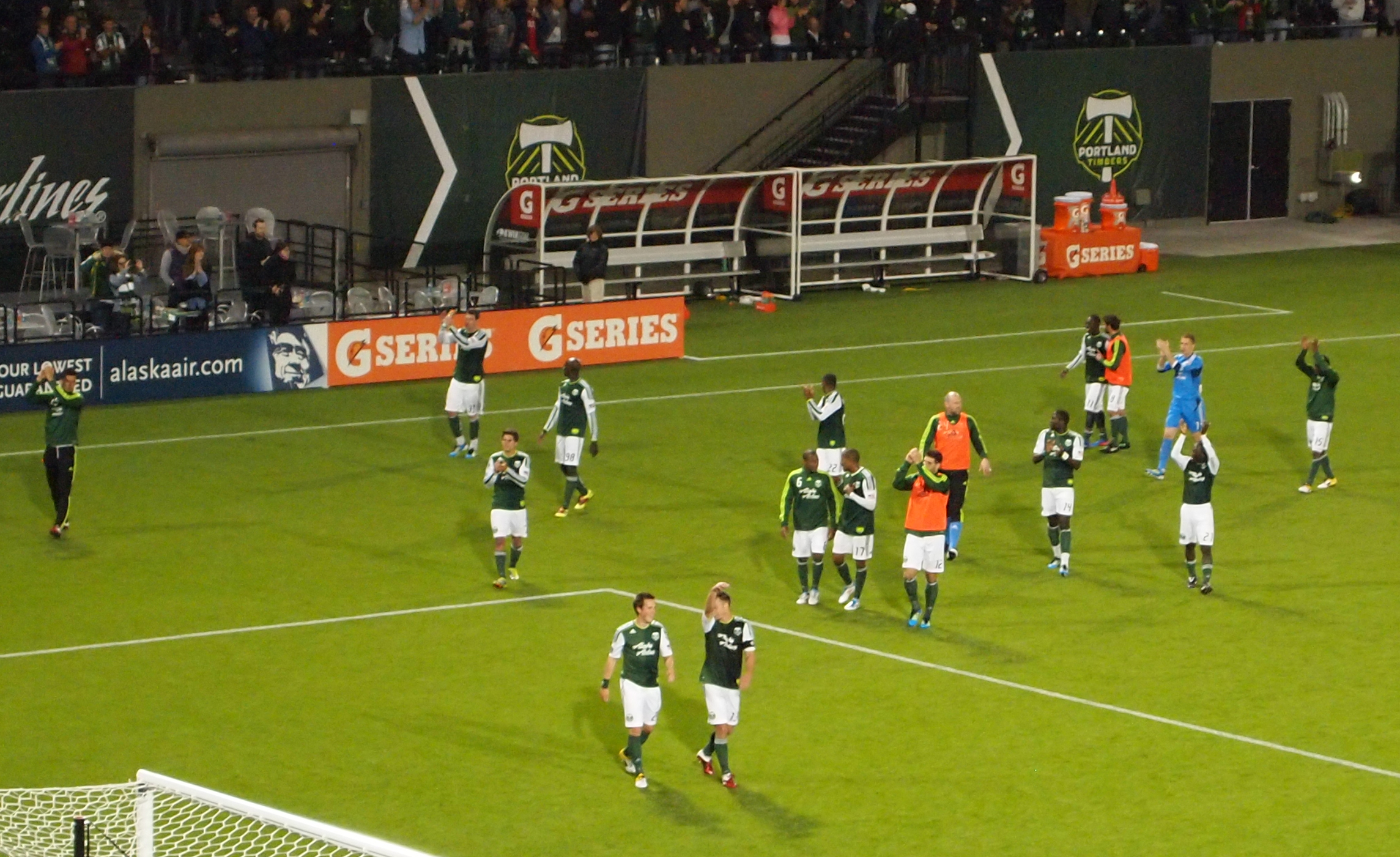
Hráči Timbers se zdraví s fanoušky po vyhraném domácím zápase

## Úspěchy
- 1× MLS Cup (2015)